# Гнезна
Гне́зна (в верховье Гнилая Гнезна, укр. Гне́зна) — река на Украине, протекает по территории Тернопольского района Тернопольской области. Левый приток Серета (бассейн Днестра).
Длина реки 81 км. Площадь водосборного бассейна 1110 км². Уклон 0,9 м/км. Русло извилистое, шириной 3-8 м, до 40 м, глубиной 60-80 см (в период половодья — 1,5-2 м). Пойма шириной более 300 м. Скорость течения — 0,1-0,2 м/с. Долина асимметрична (левый берег реки значительно круче), шириной 0,3-1,5 км. Местами в долине встречаются овраги и балки глубиной до 20 м. В верховье вместе с левым притоком Теребна и правым притоком Гнездечна образует широкую речную долину. Ледостав продолжается с конца декабря до начала марта. Используется для водоснабжения, гидроэнергетики, орошения.
В верховье, на протяжении 36 км, до слияния с рекой Гнездечна носит название Гнилая Гнезна. Берёт начало из двух истоков (северо-западнее села Шимковцы и около села Синява) в районе склонов водораздельного хребта, разъединяющего бассейны Днестра и Припяти. Впадает в Серет на южной окраине села Зеленче.
На берегах Гнезны расположены города Збараж и Теребовля, посёлок городского типа Великие Борки.